# Papulaspora candida
Papulaspora candida är en svampart som beskrevs av Sacc. 1882. Papulaspora candida ingår i släktet Papulaspora, klassen Sordariomycetes, divisionen sporsäcksvampar och riket svampar.   Inga underarter finns listade i Catalogue of Life.